# Coryanthes picturata
Coryanthes picturata es una orquídea de hábito epífita originaria de Sudamérica.

## Descripción
Esta especie se encuentra a menudo en combinación con las hormigas y puede beneficiarse de su presencia

## Distribución
Se encuentra en México, Guatemala, Belice, Honduras, Nicaragua, Costa Rica y Panamá.

## Taxonomía
Coryanthes picturata fue descrita por  Heinrich Gustav Reichenbach  y publicado por primera vez en Botanische Zeitung (Berlin) 22(43): 332. 1864.
Etimología
Coryanthes: (abreviado Crths.) nombre genérico que procede del griego "korys" = "casco" y de "anthos" = "flor" en alusión al epiquilo del labelo parecido a un casco.

picturata: epíteto latino que significa "notable".